# 2 Tone

Símbolo de 2 Tone.

Se denomina 2 Tone a un segundo resurgimiento del ska, acaecido en Inglaterra en 1977. En ese año, un grupo de jóvenes ingleses decidieron experimentar con el ritmo, añadiendo un poco más de rapidez y crudeza al sonido (inspirados en el sonido del punk rock y el new wave británico). Así surgió lo que se conoce como la "segunda oleada del ska" o "Two Tone".
El movimiento se caracterizó por la integración racial del público y las bandas, encabezadas por The Specials y seguidas por Madness, Bad Manners, The Beat y The Selecter, entre otras. Igualmente, la vestimenta típica de la época eran los trajes blancos y negros (dos tonos). Muchas de las canciones de esta época eran versiones nuevas de canciones clásicas del ska Británico. Musicalmente, las canciones eran más rápidas que cualquiera de las originales, y se preferían las canciones con letras a las instrumentales. La primera canción grabada en esta época fue "Gangsters", de The Specials, los indiscutibles creadores y líderes del movimiento.
Esta situación duró pocos años. Para principios de los 80 ya no existían bandas de 2 tone, aunque muchas de ellas se volvieron a reunir desde mediados hasta finales de los 80.
En esa época, en Estados Unidos empezaron a surgir algunos grupos influenciados por el 2 tone, pero nunca alcanzaron la misma popularidad que las bandas inglesas. De hecho en ninguna de estas dos oleadas de ska, este tipo de música logró obtener éxito en Estados Unidos.

## Discografía (2 Tone Records)
- The Specials - The Specials Singles - CHR TT 5010
- The Specials - Live At The Moonlight Club - CHR TT 5011
- Various artists - The Best Of 2 Tone -CHR TT 5012
- The Specials - Specials -CDL TT 5001
- The Selecter - Too Much Pressure - CDL TT 5002
- The Specials - More Specials - CHR TT 5003
- Various artists - Dance Craze CHR TT 5004
- Rico Rodriguez - That Man Is Forward - CHR TT 5005
- Rico Rodriguez - Jamo Rico - CHR TT 5006
- Various artists - This Are Two Tone - CHR TT 5007
- The Special AKA - In The Studio - CHR TT 5008
- Various artists - The 2 Tone Story - CHR TT 5009

Sencillos
- TT1 / TT2 The Special AKA - Gangsters / The Selector 7" (con The Selector)
- CHS TT3 Madness - The Prince / Madness 7"
- CHS TT4 The Selecter - On My Radio / Too Much Pressure 7"
- CHS TT5 The Specials - A Message To You Rudy / Nite Klub 7" (Ft Rico)
- CHS TT6 The Beat - Tears Of A Clown / Ranking Full Stop 7"
- CHS TT7 Elvis Costello & The Attractions - I Can't Stand Up For Falling Down / Girl's Talk 7" (Unreleased - given away at gigs)
- CHS TT8 The Selecter - Three Minute Hero / James Bond 7"
- CHS TT9 The Bodysnatchers - Let's Do Rock Steady / Ruder Than You 7"
- CHS TT10 The Selecter - Missing Words / Carry Go Bring Come 7"
- CHS TT11 The Specials - Rat Race / Rude Bouys Outta Jail 7"
- CHS TT12 The Bodysnatchers - Easy Life / Too Experienced 7"
- CHS TT13 The Specials - Stereotype / International Jet Set 7"
- CHS TT14 The Swinging Cats - Mantovani / Away 7"
- CHS TT15 Rico Rodriguez - Sea Cruise / Carolina 7"
- CHS TT16 The Specials - Do Nothing / Maggie's Farm 7"
- CHS TT17 The Specials - Ghost Town / Why? / Friday Night, Saturday Morning 7"
- CHS TT12 17 The Specials - Ghost Town (Extended) / Why? (Extended) / Friday Night, Saturday Morning 12"
- CHS TT18 Rhoda & The Special AKA - The Boiler / Theme From The Boiler 7"
- CHS TT19 Rico Rodriguez & The Special AKA - Jungle Music / Rasta Call You 7"
- CHS TT12 19 Rico Rodriguez & The Special AKA - Jungle Music / Rasta Call You / Easter Island 12"
- CHS TT20 The Apollinaires - The Feeling's Gone / The Feeling's Back 7"
- CHS TT12 20 The Apollinaires - The Feeling's Gone (Dance Mix) / The Feeling's Back / The Bongo Medley (Extremely Long Versión) 12"
- CHS TT21 The Higsons - Tear The Whole Thing Down / Y Lang, Y Lang 7"
- CHS TTS1 The Apollinaires - Envy The Love / Give It Up / Tear The Whole Thing Down / Y Lang, Y Lang 12" (promo, con The Higsons)
- CHS TT22 The Apollinaires - Envy The Love / Give It Up 7"
- CHS TT12 22 The Apollinaires - Envy The Love / Give It Up 12"
- CHS TT23 The Special AKA - War Crimes / Versión 7"
- CHS TT10 23 The Special AKA - War Crimes / Versión 10"
- CHS TT24 The Higsons - Run Me Down (Long Versión) / Put The Punk Back Into Funk Pts 1 & 2 7"
- CHS TT12 24 The Higsons - Run Me Down / Put The Punk Back Into Funk Pts 1 & 2 12"
- CHS TT25 The Special AKA - Racist Friend / Bright Lights 7"
- CHS TT12 25 The Special AKA - Racist Friend / Bright Lights / Racist Friend (Instrumental) / Bright Lights (Instrumental) 12"
- CHS TT25 The Special AKA - Racist Friend / Bright Lights 7" (Picture Disc)
- CHS TT26 The Special AKA - Nelson Mandela / Break Down The Door! 7"
- CHS TT12 26 The Special AKA - Nelson Mandela / Break Down The Door! 12"
- CHS TT27 The Special AKA - What I Like Most About You Is Your Girlfriend / Can't Get A Break 7"
- CHS TT12 27 The Special AKA - What I Like Most About You Is Your Girlfriend (Extended Versión) / Can't Get A Break 12" (Early copies have free poster)
- CHS TT 272 The Special AKA - What I Like Most About You Is Your Girlfriend / Can't Get A Break / War Crimes / Versión 7"
- CHS TP 27 The Special AKA - What I Like Most About You Is Your Girlfriend / Can't Get A Break 7" (Picture disc)
- CHS TT28 The Friday Club - Window Shopping / Window Shopping (Instrumental) 7"
- CHS TT12 28 The Friday Club - Window Shopping / Window Shopping (Instrumental) 12"
- CHS TT29 JB's Allstars - The Alphabet Army / Al. Arm 7"
- CHS TT12 29 JB's Allstars - The Alphabet Army / String Mix / Radio Versión / Al. Arm 12"
- Tone FNMX1 The Special AKA - Free Nelson Mandela (70th Birthday Remake) / Free Nelson Mandela 12"
- TTP1 V/A - The 2 Tone Story promo EP 7" (4 track EP, Specials, Selector, Madness, promo for The 2 Tone Story LP)
- CHS TT30 The Specials - Ghost Town / Ghost Town Dub '91 7"
- CHS TT12 30 The Specials - Ghost Town / Why? / Ghost Town Dub '91 / Versión 12"
- CHS TT31 Various artists - The 2 Tone EP 7" (Special AKA, Madness, Selector, Beat)